# أريكولين
أريكولين (بالإنجليزية: Arecoline)‏ هو شبه قلوي ذو قاعدة حمض نيكوتيني يوجد في في مكسرات الفوفل، وهي ثمرة نخلة فوفل كاتشو. والأريكولين مادة زيتية سائلة عديمة الرائحة.

## الاستعمالات الطبية
استعمل الأريكولين مضادات للديدان.
الأريكولين ذو خواص ناهضة للمسكارين والنيكوتين، وقد أظهرت هذه المادة فائدة في تحسين القدرة على التعلم، بالإضافة لفوائد على مرضى داء ألزهايمر، لكنه ليس اختيارا مفيدا لكونه مسرطنا. لذا فهو ليس الخيار الأول للعلاج لهذا المرض التنكسي.